# Phellinus occidentalis
Phellinus occidentalis är en svampart som först beskrevs av Overh. ex Lombard, R.W. Davidson & Gilb., och fick sitt nu gällande namn av Robert Lee Gilbertson 1972. Phellinus occidentalis ingår i släktet Phellinus och familjen Hymenochaetaceae.   Inga underarter finns listade i Catalogue of Life.